# Tiêu Nhược Ngu
Tiêu Nhược Ngu (tiếng Trung: 焦若愚; 7 tháng 11 năm 1915 – 1 tháng 1 năm 2020), là một chính trị gia và nhà ngoại giao người Trung Quốc.

## Sự nghiệp
Ông sinh ra ở huyện Diệp thuộc địa cấp thị Bình Đính Sơn, tỉnh Hà Nam
Ông từng là Phó Thị trưởng Thẩm Dương dưới quyền ông Hoàng Âu Đông. Từ năm 1965 đến năm 1970, ông là Đại sứ Trung Quốc tại Bắc Triều Tiên, từ 1972 đến 1977 là Đại sứ tại Peru; từ năm 1977 đến năm 1979, tiếp tục là Đại sứ Trung Quốc tại Iran. Năm 1981, ông được bổ nhiệm làm Thị trưởng Bắc Kinh và giữ chức vụ này đến năm 1983.
Ngày 14 tháng 8 năm 2012, Tiêu Nhược Ngu, 97 tuổi, được xác nhận là Đảng viên có tuổi thọ lớn nhất của Đảng Cộng sản Trung Quốc tham dự Đại hội Đảng Toàn quốc lần thứ 18. Tháng 11 năm 2015, ông tròn 100 tuổi.